# Савва Освященный
Са́вва Освяще́нный (греч. Σάββας ο Ηγιασμένος, ивр. סבאס‎ — вино; 439, Каппадокия — 5 декабря 532 года, Палестина) — христианский святой, авва, создатель Иерусалимского устава, используемого по настоящее время в Православных церквях. Почитается в лике преподобных, память совершается в Православной церкви 5 (18) декабря, в Католической церкви 5 декабря.

## Жизнеописание
Савва родился в 439 году в городке Муталаска в Каппадокии в христианской семье Иоанна и Софии. Когда его отец был направлен по делам воинской службы в Александрию, восьмилетний Савва, оставленный на попечение своего дяди, пришёл в монастырь святой Флавианы и стал там послушником. После возвращения родителей он отказался покинуть монастырь и в возрасте 17 лет принял монашеский постриг. Проведя в этом монастыре 10 лет, Савва перешёл в палестинский монастырь Пассариона Великого. После знакомства с Евфимием Великим Савва, по его совету, перешёл в монастырь Мукеллик, известный своим строгим общежительным уставом. В нём он провёл 17 лет в послушании у аввы Феоктиста, а после его смерти ушёл в затвор, покидая его по субботам для участия в богослужениях.
Пребывая 5 лет в затворе, Савва не прекращал общение с Евфимием Великим и после его смерти ушёл в Иорданскую пустыню, где поселился в окрестностях монастыря преподобного Герасима Иорданского. Через некоторое время к нему начали стекаться ученики, и в 484 году ими была построена пещерная церковь, ставшая основой лавры Саввы Освященного. Всего в Иорданской пустыне Саввой было основано семь монастырей киновенного типа. При иерусалимском патриархе Салюстии (486—494 годы) монахи палестинской пустыни обратились к нему с просьбой поставить «Феодосия и Савву архимандритами и начальниками всех монастырей, находящихся около Святого Града». Патриарх удовлетворил просьбу монахов, Савва был поставлен начальником и блюстителем всех палестинских лавр (собраний отшельнических жилищ или уединенных келий).
Житие сообщает об участии Саввы в константинопольских богословских спорах относительно решений Халкидонского собора. Савва, приглашённый в столицу императором Анастасием I по настоянию Иерусалимского патриарха, проявил себя как защитник халкидонской веры, чем вызывал недовольство императора, сторонника монофизитов. После смерти Анастасия при императоре Юстине I споры завершились и Савва вернулся в свой монастырь.

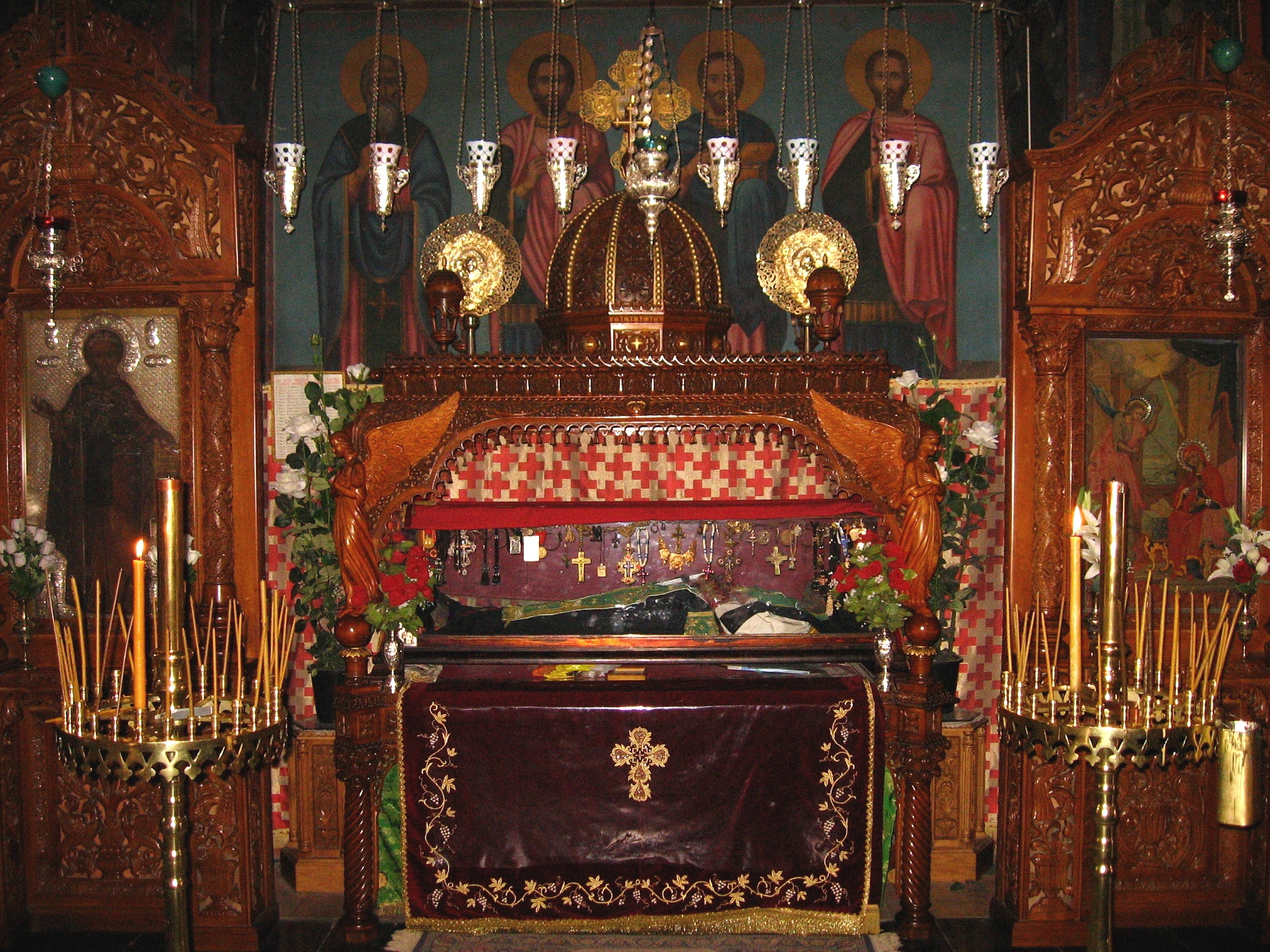
Рака с мощами преподобного Саввы

Преподобный Савва скончался 5 декабря 532 года. Его житие было написано его современником Кириллом Скифопольским. В 1256 году мощи Саввы были вывезены в Венецию и помещены в церковь Сан Антонио. 12 ноября 1965 года мощи были возвращены в Лавру Саввы Освященного. В Венеции остался монашеский крест преподобного Саввы, основу которого составляет часть Животворящего Древа, оправленная в серебро. Мощи Саввы почитаются как нетленные, о чём пишет составитель его первого жития Кирилл: «Тело его до настоящего дня сохранилось во гробе в целости и нетлении. Это я сам своими глазами видел в прошедший индиктион». Нетленными мощи Саввы в начале XII века видел русский паломник игумен Даниил.
Житие преподобного Саввы описывает ряд чудотворений — по его молитве в лавре забил источник воды, а во время засухи пролился обильный дождь, также сообщается об исцелении им больных и бесноватых.

## Устав Саввы Освященного
В 524 году в Лавре преподобного Саввы был введён написанный им монастырский устав, получивший название Иерусалимского, или Палестинского. Позднее он был введён в общежительных обителях всей Палестины, откуда распространился по всему православному Востоку. На Руси появился в широком употреблении со времени митрополита Киевского Киприана.
Устав преподобного Саввы в большей степени регламентировал порядок богослужений, хотя и описывает монашеские традиции палестинских монастырей VI века. На создание Иерусалимского устава оказали влияние иноческие уставы преподобного Пахомия и святого Василия Великого. Оригинальный список Иерусалимского устава, по сообщению Симеона Солунского, сгорел в 614 году, когда Иерусалим захватил персидский царь Хосров.